# Анисьин, Алексей Фёдорович
Алексей Фёдорович Анисьин (1841 — 9 декабря 1898) — русский государственный служащий высокого уровня.

## Биография
Из дворян Херсонской губернии.
Окончил Херсонскую губернскую гимназию.
С 1857 года служил в Херсонском губернском правлении;
с 1866 по 1880 год губернский секретарь — помощник исправника и исправник в
двух уездах Херсонской губернии.
В 1880 году был прикомандирован к сенатору С. А. Мордвинову в качестве секретаря при ревизии Воронежской и Тамбовской губерний.
С 1881 года — советник, затем — старший советник Новгородского губернского правления.
Получил направление в Департамент полиции Министерства внутренних дел, привлечён к работе
по пересмотру законодательства об уездной полиции.
В 1882—1885 годах курский вице-губернатор при губернаторах И. А. Звегинцове и П. П. Косаговском. Стал действительным статским советником.
С 1885 по 1887 год Томский губернатор, назначен 8 августа, по некоторым сведениям по личному указанию министра внутренних дел графа Д. А. Толстого, прибыл в Томск 24 сентября, вступил в должность 1 октября 1885 года.
При губернаторе Анисьине в мае 1886 года было разрешено издание еженедельника «Известия Томского городского общественного управления». Осенью 1886 года началось устройство городского сада по планам П. Н. Крылова.
Отъезжал в Петербург с отчетом о состоянии дел в губернии весной и летом 1886 года. По другим сведениям, в связи с болезнью Анисьина, с 1886 года всеми делами в губернии занимался председатель губернского правления действительный статский советник Нафанаил Назарович Петухов.
Жил в д. 8 по набережной реки Ушайки.
5 февраля 1887 года переведён в Вятку. Вятский губернатор в 1887—1894.
При Анисьине в Вятской губернии были введены институт земских начальников, новое городовое положение, проведена реформа земских учреждений. В 1891 году в Вятке открыт исправительный приют для малолетних преступников.